# Xahrukhia
Xahrukhia fou una antiga ciutat de l'Àsia central a la riba del Amudarià (Iaxartes). El seu nom original era Finakand (que apareix com a Finakat o Feneket i com a Binakat o Beneket) la qual estava en ruïnes. Tamerlà la van refundar i li va donar el nom del seu fill Xah Rukh, i com que aquest va néixer el 1377 i Tamerlà va estar a la zona fins al 1379, la fundació s'hauria fet vers el 1378.
Vers el 1453 fou saquejada pels calmucs dins les hordes de l'uzbek Abu l-Khayr; el 1455 va caure en mans de Muhàmmad Txuqi Mirza, príncep pretendent timúrida amb suport d'Abu l-Khayr, però fou derrotat per Abu Saïd. Aquest darrer va morir el 1469 i el van succeir els seus fills, a Transoxiana el gran Sultan Ahmad Mirza (Sultan Ahmad ibn Abu Said 1469-1494), i a la vall de Fergana el segon Sultan Mahmud Mirza, que estaven en conflicte amb el kan de Mogolistan, Mahmud Khan ibn Yunus Khan (1487-1508) el qual governava a Taixkent i Xahrukhia que no se sap quan l'havia adquirit. El 1488 Mahmud Khan va derrotar el sobirà timúrida de Transoxiana Sultan Ahmad Mirza amb el suport del cap uzbek Muhàmmad Xaibani, que va passar al servei del kan de Mogolistan; Xaibani dominava la Sogdiana al començar el segle xvi però ara ja apareix com enemic del seu antic protector Mahmud Khan de Taixkent i Xahrukhia; l'hivern del 1501 a 1502 va travessar el riu de Khodjend glaçat i va assolar el districtes de Taixkent i Xahrukhia; Baber, un príncep timúrida de la vall de Fergana (després fundador de l'imperi Mogol), que estava a Dehkat, als districtes muntanyosos d'Ura Tepe, el va anar a atacar. Un vent glaçat anomenat haderwix va matar part de la seva gent de fred; quan va arribar a Bexkent va trobar que Xaibani ja s'havia retirat (1502). En un nou enfrontament el 1503 Muhammad Xaibani va derrotar completament al kan Mahmud Khan (i al seu germà i cogovernant Ahmad Khan) prop d'Akhsi, i els dos kans foren fets presoners (Baber, que era el seu aliat, va poder fugir a les muntanyes al sud de Fergana). Quan la notícia es va saber a Taixkent, la guarnició manada per Muhammad Sultan, fill de Mahmud Sultan, va córrer a retirar-se cap al Mogolistan, mentre Muhammad Hussein (pare de l'historiador Haydar) que governava Ura Tepe, es va retirar cap a Karatigin. Xaibani va tractar amb generositat als seus il·lustres presoners i va insistir en tres matrimonis amb la seva família com a preu per l'alliberament: el su fill Muhammad Timur es casaria amb Dughlat Sultan Khanum, germana dels dos kans; ell mateix es casaria amb Anba Sultan Khanum; i Janibeg Sultan es casaria amb Kuruz Khanum; a més 30.000 soldats dels kans serien incorporats a l'exèrcit uzbek. Taixkent i Xahrukhia havien de ser cedides (la primera ja havia estat evacuada però a la segona la mare dels dos kans dirigia la guarnició); aquestes negociacions es van fer el juny de 1503. No és clar el resultat: segons uns els dos kans foren executats o enverinats a Arčiyan el juny del 1503; segons altres Ahmed Khan, el més jove dels dos, va tornar a Mogolistan però va morir al poc d'arribar pels efectes del verí. Així doncs Xahrukhia hauria passat llavors als uzbeks. Mahmud Sultan, germà de Xaibani, va rebre el govern de Bukharà, i l'emir Yakub, un dels nobles uzbeks, fou nomenat darugha (governador) de Xahrukia.
El 1588 la ciutat de Taixkent es va revoltar contra el governador local Uzbeg ibn Rustem ibn Janibek, que havia estat nomenat governant de la plaça per Abd Allah II. Xahrukhia i Khodjend es van unir a la revolta.
Xahrukia fou després Xahx (nom de tota la regió) i modernament Taixkent. Al Babur-name, Baber esmenta Xahrukia amb aquest nom i com Fanakat, distingint entre Xahrukia i Taixkent (Xaix). Sembla que Fanakat/Xahrukia fou l'antiga Taixkent mentre la nova XaX/Taixkent va sorgir no gaire lluny, més propera al riu Saihun que la vella.